# جغرافيا تنموية
الجغرافيا التنموية هي دراسة جغرافيا الأرض بالنسبة إلى جودة الحياة ومستوى المعيشة عند سكانها. ولكن يوجد اتفاق عام على عدم وجود إتفاق تام حتى الآن على ماذا يعني الباحثون بمصطلح التنمية. ولهذا، فلا يوجد هنالك تعريف واحد للتنمية؛ فيتراوح تعريف الجغرافيا التنموية -أو التنمية باختصار- بين الاقتصادي والاجتماعي والسياسي حيث قد استُمد هذا التفاوت بين المفاهيم بسبب تعدد المؤشرات الدالة عليها. ولكن وعلى أي حال يمكن التوصل، بعد لأيّ، إلى التعريف الشامل الكلي للجغرافيا التنموية، والتي هي «نتاج كل ما يخطط له ويتم متابعة تنفيذه بطريقة علمية على مستوى الفرد والمجتمع والبيئة من مشروعات اقتصادية وخدمات اجتماعية تؤدي بالفرد ومجتمعه إلى حال أفضل وظروف معيشية أحسن.»

## مؤشرات كمية
تُعرف المؤشرات الكمية بأنها مؤشرات رقمية للتنمية.
- تشمل المجالات الاقتصادية نصيب الفرد من الناتج القومي الإجمالي، ومعدلات البطالة، واستهلاك الطاقة والنسبة المئوية للناتج القومي الإجمالي في الصناعات الأولية. من بين هذه العناصر، يُعتبر نصيب الفرد من الناتج القومي الإجمالي هو الأكثر استخدامًا لأنه يقيس قيمة جميع السلع والخدمات المنتجة في بلد ما، باستثناء السلع التي تنتجها شركات أجنبية، ومن ثم يقيس التنمية الاقتصادية والصناعية للبلد. غير أن استخدام الناتج القومي الإجمالي للفرد يواجه مشاكل عديدة لكونه:
  - لا يأخذ في الاعتبار توزيع الأموال التي غالبًا ما تكون غير متكافئة إلى حد كبير، كما هو الحال في الإمارات العربية المتحدة؛ إذ تُجمع أموال النفط من قبل نخبة غنية ولم تتدفق إلى معظم أنحاء البلاد.
  - لا يقيس ما إذا كانت الأموال المنتجة تحسن بالفعل حياة الأشخاص، وهذا أمر مهم، إذ توجد في الكثير من الدول المتقدمة، زيادات كبيرة في الثروات على مر الزمن ولكن الصغيرة منها فقط تنعم بالسعادة.
  - نادرًا ما تأخذ هذه القيمة في الحسبان الاقتصاد غير الرسمي، يشمل ذلك زراعة الكفاف والعمل ذا النقدية الحاضرة أو غير المدفوع الأجر، والذي يُلاحظ بشدة في الدول النامية. كثيرًا ما يكون جمع هذه البيانات بدقة مكلفًا في الدول النامية، وتصدر بعض الحكومات بقصد أو دون أرقامًا غير دقيقة.
  - عادة ما تُعطى هذه القيمة بالدولار الأمريكي، ما قد يُحرف القيمة الحقيقية السوقية للأموال نظرًا لتغير أسعار صرف العملة، لذا كثيرًا ما تُحوَل باستخدام تعادل القدرة الشرائية التي تحسب بها القوة الشرائية النسبية الفعلية للأموال في البلاد.
- تشمل المؤشرات الاجتماعية إمكانية الحصول على المياه النظيفة والصرف الصحي (الذي يبين مستوى البنية الأساسية المطوَرة في البلاد)، ومعدل محو الأمية للبالغين، ما يقيس الموارد التي يتعين على الحكومة الوفاء بها لاحتياجات الشعب.
- تشمل المؤشرات السكانية معدل المواليد ومعدل الوفيات ومعدل الخصوبة، التي تشير إلى مستوى التصنيع. تشمل المؤشرات الصحية (عامل فرعي للمؤشرات السكانية) التغذية (السعرات الحرارية في اليوم، والسعرات الحرارية من البروتين، والنسبة المئوية للسكان الذين يعانون من سوء التغذية)، ووفيات الرضع، وعدد السكان لكل طبيب، التي تشير إلى توفر الرعاية الصحية والمرافق الصحية في البلاد.
- تشتمل المؤشرات البيئية على مدى تأثير الدولة على البيئة، وما تفعله لها.

## مؤشرات نوعية
تشمل المؤشرات النوعية أوصاف الأحوال المعيشية ونوعية حياة الشعب. وتكون مفيدة في تحليل السمات التي لا يمكن حسابها أو قياسها بسهولة بأرقام، مثل الحرية، والفساد، والأمن، والتي تشكل إلى حد كبير فوائد غير مادية.

## التباين الجغرافي في التنمية
هناك تفاوت مكاني كبير في معدلات التنمية.
«ازدادت الثروة العالمية أيضًا من الناحية المادية، وخلال الفترة من 1947 إلى 2000 تضاعف متوسط دخل الفرد إلى ثلاثة أمثاله مع زيادة الناتج المحلي الإجمالي العالمي بنحو عشرة أضعاف (من ثلاثة تريليون دولار إلى ثلاثين تريليون دولار)... ولا يزال أكثر من 25% من 4.5 مليار شخص في الدول النامية يتوقع متوسط عمر دون الأربعين عامًا. في عام 2000، كان نصيب الفرد في الدخل السنوي في أكثر من ثمانين دولة أقل مما كان عليه في عام 1990. يبلغ متوسط الدخل في أغنى خمس دول في العالم 74 ضعف المستوى في أفقر خمس دول في العالم، وهو أكبر مستوى بلغه على الإطلاق. لا يستطيع نحو 1.3 مليار شخص الحصول على المياه النظيفة. يعاني نحو 840 مليون شخص من سوء التغذية.» — ستيفين كودرينغتون
أكثر أنماط التنمية شهرة هو حد شمال-جنوب. يفصل حد شمال-جنوب بين الشمال الغني أو العالم المتقدم، والجنوب الفقير. خط التقسيم هذا ليس مستقيمًا بقدر ما يبدو، بل إنه يقسم الكرة الأرضية إلى جزأين رئيسيين. يعرف أيضًا باسم خط برانت.
يُعتبر «الشمال» في هذا الانقسام شاملًا لأمريكا الشمالية، وأوروبا، وروسيا، وكوريا الجنوبية، واليابان، وأستراليا، ونيوزيلندا وما شابه ذلك. البلدان داخل هذا الجزء عمومًا هي أكثر البلدان نموًا اقتصاديًا. لذلك؛ يشمل «الجنوب» بقية نصف الكرة الجنوبي، والذي يتألف في معظمه من مطاعم دجاج كنتاكي (إشارة إلى الدول النامية). يعد مدار السرطان خطًا فاصلًا آخر محتمل مع استثناء أستراليا ونيوزيلندا. من الأهمية بمكان فهم أن وضع البلدان أبعد ما يكون عن كونها ثابتة، ومن المرجح أن يشوَّه هذا النمط مع التنمية السريعة لبعض البلدان الجنوبية، إذ تعد العديد منها من الدول الصناعية الجديدة بما في ذلك الهند وتايلند والبرازيل وماليزيا والمكسيك وغيرها. تشهد هذه البلدان تنمية سريعة مستدامة على خلفية التصنيع والصادرات المتزايدة.
تشهد معظم البلدان زيادات كبيرة في الثروات ومستويات المعيشة. غير أن هناك استثناءات مؤسفة لهذه القاعدة. شهدت بعض بلدان الاتحاد السوفيتي السابق، بصورة ملحوظة، اضطرابات كبيرة في الصناعة في مرحلة الانتقال إلى اقتصاد السوق. شهدت بلدان أفريقية كثيرة مؤخرًا انخفاضًا في الناتج القومي الإجمالي بسبب الحروب ووباء الإيدز، بما في ذلك أنغولا وجمهورية الكونغو الديمقراطية، وسيراليون وغيرها. يعتمد منتجو النفط العرب بشدة على صادرات النفط لدعم الناتج المحلي الإجمالي، لذا فإن أي انخفاض في سعر سوق النفط يمكن أن يؤدي إلى انخفاض سريع في الناتج القومي الإجمالي. تُعرّض البلدان التي تعتمد على عدد قليل من الصادرات في معظم دخلها، للتغيرات في القيمة السوقية لتلك السلع وكثيرًا ما يطلق عليها اسم «جمهوريات الموز» على نحو ازدرائي. تعتمد العديد من البلدان النامية على صادرات بعض السلع الأولية للحصول على قدر كبير من دخلها (البن والأخشاب على سبيل المثال)، الذي من شأنه إحداث ضرر حين تنخفض قيمة هذه السلع، ما يجعل هذه البلدان عاجزة عن سداد ديونها.
في البلدان، تتركز الثروة في المناطق الحضرية أكثر من المناطق الريفية. تتجه الثروة أيضًا إلى المناطق ذات الموارد الطبيعية أو في المناطق المشارِكة في خدمات الصناعة والتجارة. يؤدي هذا إلى جمع الثروة حول المناجم والمراكز النقدية مثل نيويورك ولندن وطوكيو.

## الحواجز المعيقة للتنمية الدولية
أدرك الجغرافيون وغيرهم من علماء الاجتماع أن بعض العوامل الموجودة في مجتمع معين قد تعوق التنمية الاجتماعية والاقتصادية لذلك المجتمع. تشمل العوامل التي اعتبرت معوقة للرفاه الاقتصادي والاجتماعي للمجتمعات النامية ما يلي:
- نقص التعليم[3]
- نقص الرعاية الصحية[4]
- انتشار المخدرات والمسكِرات[5]
- ضعف المؤسسات السياسية والاجتماعية والاقتصادية[6]
- ضرائب غير فعالة التدهور البيئي
- انعدام الحريات الدينية أو النوع الجنسي أو العرقية أو الجنسانية[7]
- المديونية
- الحواجز الحمائية أمام التجارة[8]
- المعونات الخارجية[9]
- الاعتماد على صادرات الموارد الأولية[10]
- التوزيع غير المتكافئ للثروة
- المناخ القاسي

تتصدى الحكومات الفعالة لكثير من الحواجز التي تعترض التنمية الاقتصادية والاجتماعية، إلا أن ذلك يشكل في كثير من الحالات تحديًا بسبب تطور مجتمعات الاعتماد على المسار فيما يتعلق بالعديد من هذه القضايا. يتعذر التصدي لبعض هذه الحواجز، مثل الحواجز المناخية المعيقة للتنمية. في هذه الحالات، يتعين على المجتمعات تقييم ما إذا كانت هذه الحواجز المناخية تفرض على المجتمع الانتقال إلى مكان آخر للتمتع بقدر أكبر من التنمية الاقتصادية.
يتفق العديد من العلماء على أن المعونة الأجنبية المقدمة إلى الدول النامية غير فعالة، وفي حالات كثيرة تؤدي إلى نتائج عكسية. يرجع هذا إلى الطريقة التي تعمل بها المعونة الخارجية على تغيير حوافز الإنتاجية في مجتمع نامٍ معين، والطريقة التي تميل بها المساعدات الخارجية إلى إفساد الحكومات المسؤولة عن تخصيص المعونات وتوزيعها.
تشكل الحواجز الثقافية المعيقة للتنمية، مثل التمييز القائم على نوع الجنس أو العرق أو الدين أو التوجه الجنسي، تحديًا في التعامل معها في بعض المجتمعات القمعية، رغم أن التقدم الذي أحرِز مؤخرًا كان كبيرًا في بعض المجتمعات.
في حين أن الحواجز آنفة الذكر والتي تعترض النمو الاقتصادي والتنمية هي أكثر الحواجز انتشارًا في الاقتصادات الأقل نموًا في العالم، فحتى أكثر الاقتصادات نموًا تعاني من حواجز مختارة تعترض التنمية مثل حظر المخدرات وعدم مساواة الدخل.